# Jürg Kramer
Jürg Kramer (* 3. Juni 1956 in Zürich) ist ein Schweizer Mathematiker. Er ist Professor an der Humboldt-Universität Berlin und befasst sich mit Zahlentheorie, automorphen Formen und arithmetischer Geometrie.

## Leben
Kramer studierte Mathematik (und Physik und Astronomie im Nebenfach) an der Universität Basel mit dem Diplom 1980 und wurde dort 1985 bei Martin Eichler promoviert (Jacobiformen und Thetareihen). Als Post-Doktorand war er am Max-Planck-Institut für Mathematik in Bonn und an der Harvard University. 1993 habilitierte er sich an der ETH Zürich, an der er zuvor ab 1987 Oberassistent war, und war im selben Jahr Associate Professor an der Université Laval in Québec. 1994 wurde er Professor für Mathematik und deren Didaktik an der Humboldt-Universität Berlin und war 1998 bis 2008 stellvertretender Direktor bzw. Direktor des mathematischen Instituts. Er war 2012 bis 2014 im Akademischen Senat der Humboldt-Universität. 2012 war er Gründer des Einstein-Zentrums Mathematik und ist im Vorstand.
Kramer war unter anderem 1991 Gastprofessor an der University of Michigan, 1999 an der Universität Paris-Süd in Orsay und 1998 Gastprofessor am Isaac Newton Institute.
Er befasst sich unter anderem mit Arakelov-Geometrie (nach Arakelov) und Theorie der Modulformen. Neben seiner Forschung befasst er sich auch mit Mathematikdidaktik und Popularisierung der Mathematik.
2013/14 war er Präsident der Deutschen Mathematiker-Vereinigung. Auf dieses Amt wurde er erneut für die Jahre 2025/26 gewählt. Seit 2007 ist er Sprecher der Berlin Mathematical School und ist im Rat des Matheon. 2004 bis 2010 war er Sprecher des internationalen DFG-Graduiertenkollegs Arithmetik und Geometrie, seit 2012 ist er Sprecher des internationalen Graduiertenkollegs „Moduli and Automorphic Forms“. Er ist Beirat des Exzellenzclusters MATH+.
Er ist seit der Gründung 2011 Direktor des Deutschen Zentrums für Lehrerbildung Mathematik und geschäftsführender Herausgeber der Elemente der Mathematik. Seit 2014 ist er Mitglied der Deutschen Akademie der Technikwissenschaften (acatech). 2011 wurde er Mitglied der Academia Europaea.
Kramer ist verheiratet und hat zwei Töchter.

## Schriften
- mit Christophe Soulé, D. Abramovich, J.-F. Burnol: Lectures on Arakelov Geometry, Cambridge Studies in Advanced Mathematics 33,  Cambridge University Press, Cambridge 1992, 1994.
- mit Heinrich G. W. Begehr, Helmut Koch, Norbert Schappacher, Ernst-Jochen Thiele (Herausgeber): Mathematics in Berlin. Birkhäuser-Verlag, 1998.
- Zahlen für Einsteiger: Elemente der Algebra und Aufbau der Zahlbereiche. Vieweg, 2008.

Aufsätze für einen breiteren Leserkreis:
- Über die Fermat Vermutung. Teile 1 und 2. In: Elemente der Mathematik, Band 50, 1995, S. 12–15, Band 53, 1998, S. 45–60.
- Der große Satz von Fermat – die Lösung eines 300 Jahre alten Problems. In: Martin Aigner, E. Behrends (Hrsg.): Alles Mathematik. Vieweg, 2000, S. 169–179.
- Die Riemannsche Vermutung. In: Elemente der Mathematik, Band 57, 2002, S. 90–95.
- Die Vermutung von Birch und Swinnerton-Dyer. In: Elemente der Mathematik, Band 57, 2002, S. 115–120.